# 岩田望来
岩田 望来（いわた みらい、2000年5月31日 - ）は、中央競馬（JRA）・栗東トレーニングセンターの騎手。兵庫県出身。父は現JRA騎手の岩田康誠。

## 来歴
2000年5月31日、当時園田競馬所属だった父・岩田康誠の次男として生まれる。幼い頃から父の背中を見て育ち、騎手を志す。競馬学校入学までに豊富な乗馬経験を積んだ。
2016年に競馬学校騎手課程に入学。2019年2月、競馬学校騎手課程を卒業（第35期）。
2019年3月に藤原英昭厩舎から騎手デビュー。3月30日の阪神5R（3歳500万下）をポップフランセで制し、デビューから36戦目で初勝利を挙げた。5月23日の園田競馬場第10RのJRA交流戦「猪名川特別」では父の騎乗馬に1/2馬身差で競り勝ち、中央も含めて初の親子ワンツーフィニッシュを父の古巣で決めた。
2019年6月30日に行われたCBC賞で自厩舎のラベンダーヴァレイとコンビを組み重賞初騎乗を果たした。
2020年12月5日、中京1Rをバイオレットジンクで勝利し、JRA通算100勝を達成した。
2021年12月19日、阪神1Rでヴァレーデラルナに騎乗して1着となり、2176戦目で現役60人目となるJRA通算200勝を達成した。
2022年2月19日に行われた京都牝馬ステークスをロータスランドで勝利し重賞初制覇。同年11月3日、JBCレディスクラシックをヴァレーデラルナで勝利しJpnI初制覇。なお父・康誠も2011・2012年のミラクルレジェンド、2014年にサンビスタで同レースを制しており、親子制覇となった。
2022年12月11日、阪神12Rでテイエムランウェイに騎乗して1着となり、2947戦目で現役53人目となるJRA通算300勝を達成した。同年12月24日、阪神4レース11番セオを1着に導き、初のJRA年間100勝を達成。22歳6カ月24日でのJRA年間100勝は、武豊騎手(19歳8カ月12日)に次ぐ史上2番目の記録となった。
2023年5月4日付でフリーに転向すると発表した。
2023年8月のワールドオールスタージョッキーズで未勝利ながらコンスタントにポイントを加えて初出場初優勝し、2005年に前身のワールドスーパージョッキーズシリーズを制した父・康誠との父子Vを飾った。10月22日、京都8Rでナスティウェザーに騎乗し1着となり、3723戦目で現役47人目となるJRA通算400勝を達成した。23歳4か月22日での達成は、武豊（21歳4カ月22日）に次ぐJRA史上2番目の若さでの達成。11月3日、 第9R・JBCレディスクラシックで、ライオットガール（牝3・栗東・中村直也）に騎乗予定だったが 「事故」と発表され、騎乗しなかった。なお、森泰斗に乗り替わりとなっていた。また、岩田は、JBCスプリントにてダンシングプリンス（牡7・美浦・宮田敬介）に騎乗。しかしながら、スタート直後に落馬。まさかの競走中止となっている。それに伴い、東京シティ競馬(TKC)は公式サイトにて「ライオットガール号に騎乗しようとしたところ、前検量受験時刻に遅れ、騎手変更となったことは、騎手としての注意義務を怠った」として同年11月6日、7日の2日間の騎乗停止が発表された。
2024年6月、武者修行のためフランスへ遠征。もともとはイギリスへ遠征するつもりだったが、ビザ等の手続きが厳しくルメールに相談するとフランスなら厩舎を紹介できると決定。クリストファー・ヘッド厩舎とジャン＝クロード・ルジェ厩舎で、それぞれ1カ月ずつ身を置く。渡仏後の初騎乗は7月15日、サンマロ競馬場の3R（芝2500m）で、メイショウボヌール（牝3＝小林智）とのコンビで11頭立ての3着だった。8月8日、サンマロ競馬場の3R（芝2500m）にメイショウボヌールで1着となり、渡仏後初勝利を挙げた。11月24日、京都6Rでリスグラシューの半弟ネブラディスクに騎乗して1着となり、現役36人目となるJRA通算500勝を4546戦目で達成した。キャリア5年8ヶ月23日での達成は、武豊、加賀武見に次ぐ歴代3位のスピード記録で、24歳5ヶ月25日での達成は、武豊（22歳4ヶ月6日）に次ぐ歴代2位の年少記録。同年12月8日、京都11R阪神ジュベナイルフィリーズをアルマヴェローチェで勝利。自身61回目の挑戦にして初のJRA・GI制覇となった。
2025年6月、昨年ビザ等の問題で叶わなかった尊敬しているライアン・ムーアの拠点であるイギリスへの海外遠征を決め、ウィリアム・ハガス厩舎にて2か月の修行を予定と発表。

## 人物
目標とする騎手は父である岩田康誠。夢は「日本だけでなく海外でも活躍し、どの国からも依頼がくるような騎手」になること。

## 騎乗成績
|               | 日付           | 競馬場・開催     | 競走名                     | 馬名               | 頭数 | 人気 | 着順 |
| ------------- | -------------- | ---------------- | -------------------------- | ------------------ | ---- | ---- | ---- |
| 初出走        | 2019年3月2日   | 1回阪神3日目1R   | 3歳未勝利                  | ルプレジール       | 12頭 | 1    | 4着  |
| 初勝利        | 2019年3月30日  | 2回阪神3日目5R   | 3歳500万下                 | ポップフランセ     | 9頭  | 5    | 1着  |
| 重賞初騎乗    | 2019年6月30日  | 3回中京2日目11R  | CBC賞                      | ラベンダーヴァレイ | 13頭 | 9    | 10着 |
| 重賞初勝利    | 2022年2月19日  | 1回阪神3日目11R  | 京都牝馬ステークス         | ロータスランド     | 18頭 | 5    | 1着  |
| GI初騎乗      | 2019年11月17日 | 5回京都6日目11R  | マイルチャンピオンシップ   | レッドオルガ       | 17頭 | 15   | 9着  |
| GI/JpnI初勝利 | 2022年11月3日  | 10回盛岡3日目10R | JBCレディスクラシック      | ヴァレーデラルナ   | 11頭 | 3    | 1着  |
| JRA・GI初勝利 | 2024年12月8日  | 7回京都4日目11R  | 阪神ジュベナイルフィリーズ | アルマヴェローチェ | 18頭 | 5    | 1着  |

| 年度   | 1着 | 2着 | 3着 | 騎乗数 | 勝率 | 連対率 | 複勝率 | 表彰                                                                 |
| ------ | --- | --- | --- | ------ | ---- | ------ | ------ | -------------------------------------------------------------------- |
| 2019年 | 37  | 27  | 38  | 520    | .071 | .123   | .196   | 新人騎手特別賞、中央競馬関西放送記者クラブ賞(関西所属騎手新人特別賞) |
| 2020年 | 76  | 67  | 72  | 792    | .092 | .181   | .271   |                                                                      |
| 2021年 | 88  | 110 | 102 | 889    | .099 | .223   | .337   |                                                                      |
| 2022年 | 103 | 83  | 75  | 786    | .131 | .237   | .332   |                                                                      |
| 2023年 | 113 | 92  | 88  | 877    | .129 | .234   | .334   | 優秀騎手賞５位                                                       |
| 2024年 | 22  | 15  | 23  | 181    | .122 | .204   | .331   |                                                                      |
| 中央   | 439 | 394 | 398 | 4045   | .109 | .206   | .304   |                                                                      |
| 地方   | 10  | 6   | 11  | 48     | .208 | .333   | .563   |                                                                      |

2024年3月9日現在

## 主な騎乗馬
- ロータスランド（2022年京都牝馬ステークス）
- アスクワイルドモア（2022年京都新聞杯）
- プリティーチャンス（2022年レディスプレリュード）[28]
- ヴァレーデラルナ（2022年JBCレディスクラシック）[28]
- イルーシヴパンサー（2023年京都金杯）[29]
- ペルアア（2023年マリーンカップ）[28]
- ライオットガール（2023年レパードステークス、クイーン賞、2024年兵庫女王盃[28]）
- アスクワンタイム（2023年小倉2歳ステークス）[30]
- マスクトディーヴァ（2023年ローズステークス）
- ハギノアレグリアス（2023年・2024年シリウスステークス）[31]
- コンクシェル（2024年中山牝馬ステークス）
- コスタボニータ（2024年福島牝馬ステークス）[32]
- ヨーホーレイク（2024年鳴尾記念、2025年京都記念）
- アルマヴェローチェ（2024年阪神ジュベナイルフィリーズ）
- ヤンキーバローズ（2025年ファルコンステークス）
- ブライアンセンス（2025年マーチステークス）
- アブキールベイ（2025年葵ステークス）